# Как мужья жён проучили
«Как мужья жён проучили» (укр. Як чоловіки жінок провчили) — мультипликационный фильм, созданный на киностудии «Киевнаучфильм» в 1976 году.

## Сюжет
Музыкальный весёлый мультфильм, где будто оживают фигуры, вышитые на украинском народном рушнике. Само действие разворачивается между жёнами — украинской, русской и белорусской (это определяется по языку и внешней одежде), которые захотели изменить положение вещей в своих семьях, и их мужьями. О том, к чему же могут привести уловки супругов и как нужно возвращать семейное счастье в доме.

## Над фильмом работали
- Сценарий и постановка — Ирина Гурвич
- Художник-постановщик — Эдуард Кирич
- Композитор — Борис Буевский
- Художники-актёры — Наталья Марченкова, Адольф Педан
- Оператор — Анатолий Гаврилов
- Звукооператор — И. Мойжес
- Художники — Ольга Охримец, Ирина Смирнова, Наталья Горбунова
- Ассистенты — О. Малова, О. Деряжная, М. Черкасская, С. Лещенко
- Редактор — Светлана Куценко
- Директор — Иван Мазепа

## Интересные факты
- Является своеобразным тематическим продолжением мультфильма «Как жёны мужей продавали».
- В изобразительном решении использованы мотивы народных вышивок.

## О мультфильме
Освоение украинского фольклорного творчества, колоритного, певучего слова, шутки, мудрого и лукавого юмора очень помогло в работе над фильмами «Как жёны мужей продавали» и «Как мужья жён проучили». В этих лентах, особенно в первой, ярко проявилась лукавая народная ирония.— Ирина Гурвич «Творческий поиск и национальные традиции»